# Hermann Eschenburg

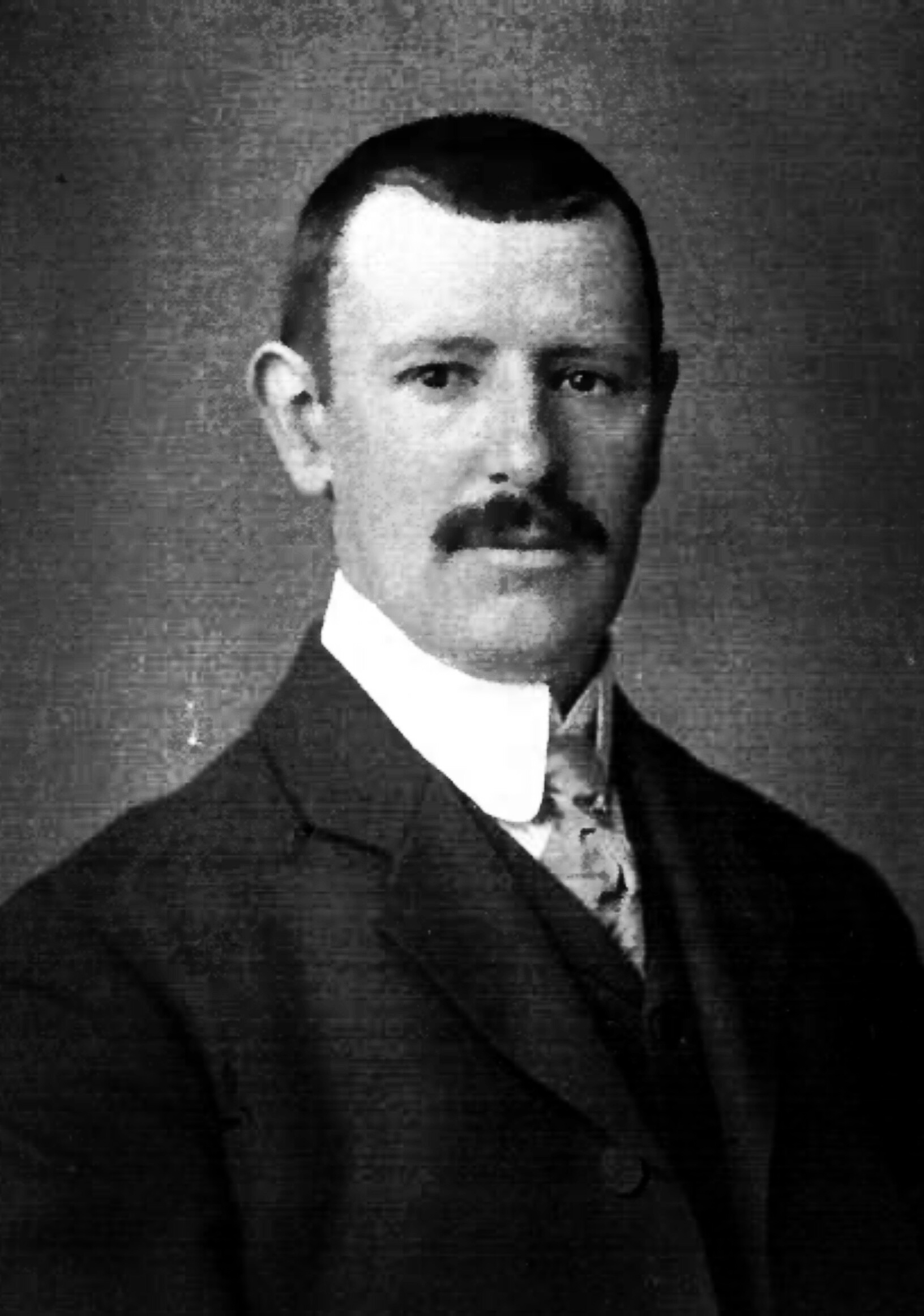
Hermann Eschenburg

Hermann Eschenburg (* 9. April 1872 in Lübeck; † 13. Januar 1954) war ein Lübecker Kaufmann und Politiker.

## Leben
Hermann Eschenburg wurde 1898 Teilhaber der bereits 1733 gegründeten väterlichen Holzhandlung Jost Hinr. Havemann & Sohn in Lübeck, heute vermutlich der älteste Holzimporteur in Deutschland. Er war von 1919 bis 1924 und von 1926 bis 1932 Mitglied der Lübecker Bürgerschaft und deren stellvertretender Wortführer, auch dem Bürgerausschuss der Bürgerschaft gehörte er an. Er war bürgerschaftliches Mitglied (Deputierter) des Finanzausschusses der Hansestadt Lübeck. Von 1911 bis 1933 war er mehrfach Präses der Handelskammer Lübeck, in vorpreußischer Zeit bis 1937 der Vorstand der Kaufmannschaft zu Lübeck. Im Alter von 73 Jahren stellte er sich 1945 für den Neuanfang in der Selbstverwaltung der Lübecker Wirtschaft wieder als Präses von IHK und Kaufmannschaft zur Verfügung und gehörte auch als Mitglied dem Hauptausschuss des Deutschen Industrie- und Handelstages an.
Hermann Eschenburg heiratete im Juni 1899 Hedwig Brattström. Tochter des Lübecker Kaufmanns Carl und dessen Ehefrau Emilie Brattström, geb. Stolterfoht. Aus der Ehe gingen sechs Kinder und von diesen 21 Enkel hervor. Roland, sein jüngster Sohn, fiel 1944 im Zweiten Weltkrieg vor Leningrad. Wolfgang, sein zweitältester Sohn, übernahm die Geschäftsleitung  der Firma und war zeitlebens Königlich-Schwedischer Konsul in der Hansestadt. Der älteste Sohn Hermann III, (* 1901; † 1983) wurde frühzeitig als Diplom-Landwirt Farmgründer in Süd-Afrika, nahe Johannesburg, nach 1939 Gutsverwalter in Juchwow/Hinterpommern-nach 1946 Restitution seines Farmlandes in Süd-Afrika und Wiederaufnahme seiner Farmertägkeit und Rotary-Mitgliedschaft bis zu dessen Rente. Ein Zweig dieser Eschenburgs lebt weiterhin im heutigen Süd-Afrika.
Die mehrfach verzweigte Familie Eschenburg hat auf vielen Gebieten der lübischen Regierung, Verwaltung und Gerichtsbarkeit führende Männer gestellt. Sein Vater, Johann Hermann Eschenburg, wurde nach mehrjähriger Tätigkeit in der Handelskammer langjähriges Mitglied des Senates. Dort während mehrerer Jahre präsidierender Bürgermeister. Sein Bruder, Karl Eschenburg, wurde Gutsbesitzer und später Ministerpräsident des Freistaats Mecklenburg-Schwerin.

## Ehrungen

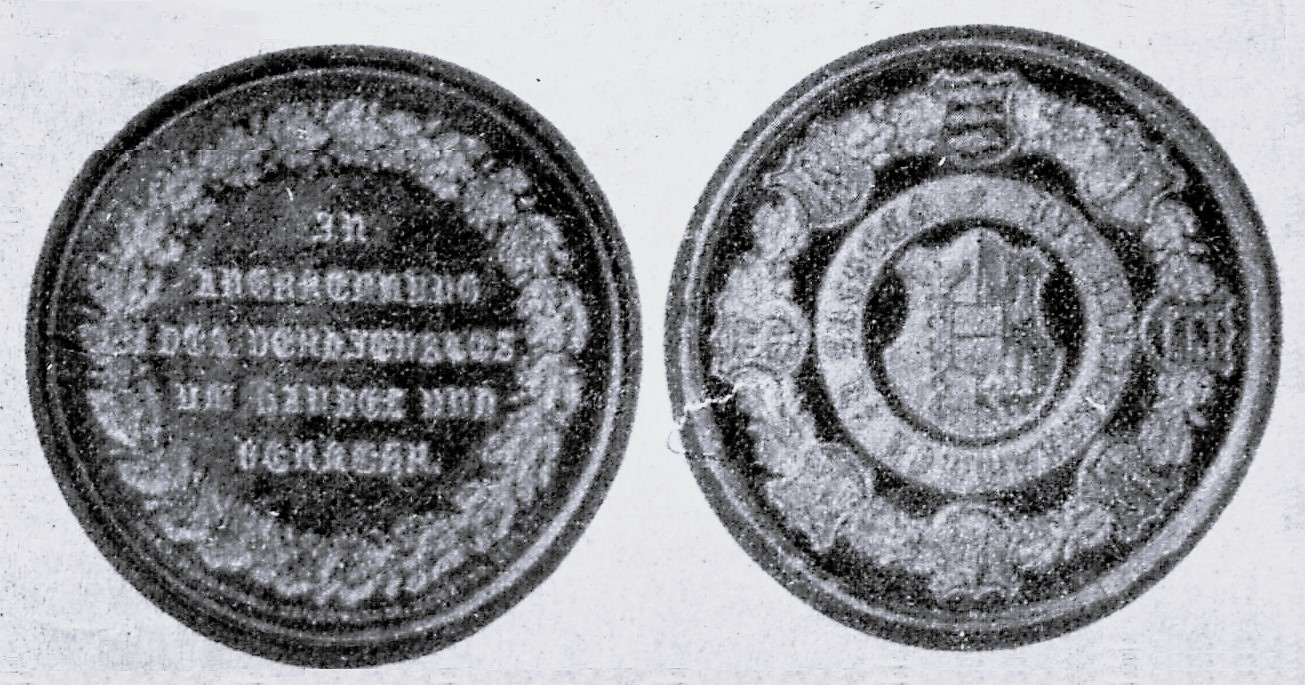
Ehrendenkmünze der Handelskammer zu Lübeck

- Aus Anlass seiner 25-jährigen Zugehörigkeit zur Handelskammer wurde Eschenburg auf der Versammlung der Kaufmannschaft am 27. Dezember 1927 durch Senator Strack mit deren Ehrendenkmünze in Goldener Ausprägung als höchster Auszeichnung und einer Urkunde der Lübecker Handelskammer besonders geehrt. Er hatte sie bis dahin in fünf Wahlperioden als Präses geführt. Als solcher vertrat er die Interessen von Lübeck Handel, Schifffahrt und Industrie während der Revolutions- und späteren Inflationszeit an führender Stelle und hat das örtliche Wirtschaftsleben vor einem Zusammenbruch bewahrt.
- Die deutsche Regierung berief Eschenburg zum Sachverständigen bei den Handelsvertragsverhandlungen zwischen Deutschland und der Sowjetunion. Zu diesem Zwecke reiste er mehrmals zu Beratungen nach Moskau.[1][2]
- Bundesverdienstkreuz (1952)
- Gedenkmünze Bene Merenti (1952)

## Trivia

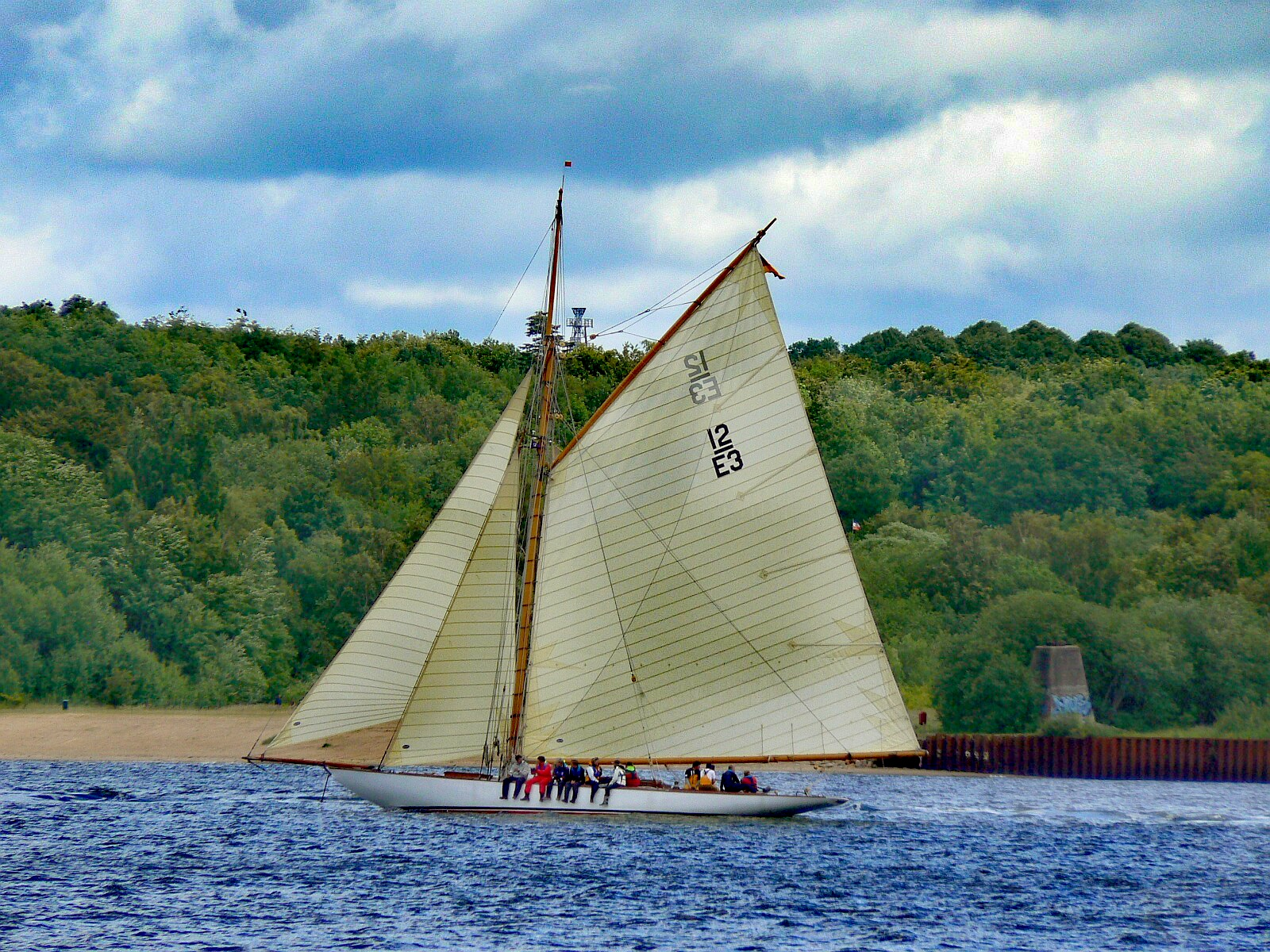
12mR Heti (2009 auf der Kieler Förde)

Hermann Eschenburg war begeisterter Hochseesegler und ließ sich 1912 von Max Oertz die 12mR-Yacht Heti bauen, die heute noch als Klassische Yacht in Fahrt ist. Er war von 1912 bis 1920 Vorstandsmitglied des die Travemünder Woche mit ausrichtenden Lübecker Yacht-Clubs (LYC).

## Würdigungen
- Lübecker Nachrichten vom 10. April 1952: Höchste Auszeichnungen für Präses Eschenburg
- Lübecker Nachrichten vom 15. Januar 1954: Zum Gedenken an Hermann Eschenburg
- Lübecker Nachrichten vom 30. Januar 1954: Abschied von Hermann Eschenburg